# Eugeniusz Witek (1921–2011)
Eugeniusz Witek (ur. 11 czerwca 1921 w Potoku Wielkim, zm. w październiku 2011) – polski rolnik, poseł na Sejm PRL IV kadencji.

## Życiorys
Przed II wojną światową był członkiem Związku Młodzieży Wiejskiej RP „Wici”. Podczas okupacji niemieckiej walczył w Batalionach Chłopskich. W 1944 ukończył Państwową Szkołę Spółdzielczości Rolniczej w Nałęczowie. Po wojnie pracował przez kilka miesięcy jako milicjant w Gościeradowie, następnie powrócił do pracy na roli we własnym gospodarstwie rolnym. W latach 1945–1949 był członkiem Polskiego Stronnictwa Ludowego, z którym przystąpił do Zjednoczonego Stronnictwa Ludowego. W ZSL był sekretarzem gminnego komitetu w Potoku Wielkim, powiatowego komitetu w Janowie Lubelskim i członkiem komisji rewizyjnej wojewódzkiego komitetu partii w Lublinie. Pełnił mandat radnego gromadzkiej, powiatowej i wojewódzkiej rady narodowej. W 1965 uzyskał mandat posła na Sejm PRL z okręgu Kraśnik. W trakcie kadencji zasiadał w Komisji Planu Gospodarczego, Budżetu i Finansów.
Pochowany 2 listopada 2011. W pogrzebie uczestniczyli m.in. liczni działacze PSL, w tym poseł Jan Łopata.